# Ниобийтрипалладий
Ниобийтрипалладий — бинарное неорганическое соединение
ниобия и палладия
с формулой Pd3Nb,
серые кристаллы.

## Получение
- Спекание стехиометрических количеств чистых веществ:

{\displaystyle {\mathsf {Nb+3Pd\ {\xrightarrow {1610^{o}C}}\ Pd_{3}Nb}}}

## Физические свойства
Ниобийтрипалладий образует кристаллы двух модификаций:
- α-Pd3Nb, тетрагональная сингония, пространственная группа I 4/mmm, параметры ячейки a = 0,3895 нм, c = 0,7914 нм, Z = 2, структура типа триалюминийтитан TiAl3, фаза обогащена палладием;
- β-Pd3Nb, ромбическая сингония, пространственная группа P mmm, параметры ячейки a = 0,5486 нм, b = 0,4845 нм, c = 1,3602 нм, Z = 6, фаза обогащена ниобием [1][2][4].

Соединение образуется конгруэнтно при температуре 1610°С  и имеет область гомогенности 72,5÷77,5 ат.% палладия.